# Miguel Gómez Loza
Miguel Gómez Loza (nacido como Miguel Loza Gómez; Acatic, Jalisco, 11 de agosto de 1888 - Atotonilco el Alto, Jalisco, 21 de marzo de 1928) fue un abogado, activista, líder en la prensa católica y gobernador de los estados de Guanajuato y Jalisco en las zonas ocupadas por el Ejército Cristero.
Durante el periodo de la Guerra Cristera, que tuvo lugar entre 1926 y 1929, se destacó como un activista y defensor de los derechos de la Iglesia católica. Además, desempeñó un papel fundamental como impulsor de la prensa católica, utilizando los medios de comunicación para difundir propaganda religiosa. Su canonización se celebra el 21 de marzo.

## Biografía

### Primeros años
Nacido el 11 de agosto de 1888 en el municipio de Acatic, Jalisco, México. Proveniente de una familia campesina, fue el menor de dos hermanos y pasó su infancia trabajando en labores agrícolas y cuidado de ganado. Desde temprana edad, mostró un fuerte vínculo con su comunidad religiosa y participó activamente en su iglesia local. 
Durante su infancia, enfrentó la pérdida prematura de su padre, lo que llevó a su madre a asumir la responsabilidad de criar a Miguel y a su hermano Elías. En reconocimiento y gratitud decidió invertir el orden de sus apellidos, adoptando el nombre "Gómez Loza".

### Estudios
En 1912 conoció a Anacleto González Flores, lo que lo llevó a trasladarse a Guadalajara para estudiar en el Seminario Conciliar. Sin embargo, a diferencia de su hermano, no sintió vocación sacerdotal y optó por completar sus estudios de preparatoria en el Liceo Occidental. En 1914, se inscribió en la Universidad Morelos, pero debido a la entrada del Ejército Constitucionalista, tuvo que abandonar sus estudios y regresar a su lugar de origen. No obstante, en 1916, retomó su formación académica al iniciar sus estudios de Derecho en la Escuela Católica de Leyes. Finalmente, en 1922, culminó su formación profesional en la Escuela de Jurisprudencia de Guadalajara.

### Guerra Cristera
Después de la llegada de Plutarco Elías Calles al poder, el conflicto religioso en México se agravó, y la Liga Nacional para la Defensa de las Libertades Religiosas lo nombró jefe civil en la zona de los Altos de Jalisco. Este nuevo cargo lo llevó a dejar sus anteriores ocupaciones y estableció una pequeña imprenta desde donde publicó El Gladio.
Durante este periodo, se dedicó a evitar diversos asaltos cristeros y, como abogado defensor, solicitó indultos para los presos federales. Después del fusilamiento de Anacleto González Flores, fue nombrado gobernador civil provisional de Jalisco en los territorios ocupados por el Ejército Cristero. A pesar de oponerse al asalto del tren militar de La Barca, sus consejos no fueron escuchados.
El 3 de septiembre de 1927, gobernó la parte occidental del estado de Guanajuato, teniendo desacuerdos con muchos líderes cristeros.

### Muerte
Para 1928, se retiró a Atotonilco el Alto, donde el 21 de marzo fue ejecutado por un escuadrón militar. Tras su muerte, su cuerpo fue arrastrado por la plaza de Atotonilco y exhibido en Guadalajara. Finalmente, sus restos fueron entregados a sus familiares para ser inhumados en el Panteón de Mezquitán.

## Activismo Católico
En 1911, fue uno de los miembros fundadores del Partido Católico Nacional y dedicó sus esfuerzos a la creación de sindicatos, cooperativas y círculos obreros católicos. Incluso estableció una caja rural de ahorro en Raiffeisen Zentralbank.
En 1913, se unió al grupo estudiantil católico conocido como "La Gironda", dirigido por Anacleto González Flores. Sin embargo, debido a su impulsividad, fue arrestado en 59 ocasiones, en su mayoría por delitos del orden común, como reemplazar escritos anticatolicos por contenidos con una perspectiva contraria. El 14 de julio de 1916, participó como socio fundador de la Asociación Católica de la Juventud Mexicana e incursionó en la prensa escrita publicando la revista mensual "El Cruzado". Además, organizó la Sociedad Mutualista Obrera y apoyó la publicación del libro "La Cuestión Religiosa en México" de Regis Planchet. En 1922, organizó el Primer Congreso Nacional Católico Obrero, donde se fundó la Confederación Nacional Católica del Trabajo, siendo elegido como representante. También participó en la fundación del Banco de Crédito Popular y asumió la responsabilidad del semanario "El Obrero". En 1925, tras la clausura del Seminario Conciliar, fundó la Unión Popular. Ese mismo año, en reconocimiento a su defensa de la fe católica, el Papa Pío XI le otorgó la Medalla Pro Ecclesia et Pontifice. Además, fue un partícipe activo del boicot al gobierno en 1926.

## Controversias

### Anticomunismo
El 1 de mayo de 1921, ocurrió un incidente en la catedral de Guadalajara, donde se izó una bandera comunista. Ante esto, Gómez Loza reaccionó enérgicamente y arrancó la bandera, destruyéndola. Este acto provocó una reacción airada por parte de algunas personas presentes, y estuvo a punto de ser linchado en ese momento.
El 26 de marzo de 1922, después de salir de una misa en San Francisco del Rincón, se encontró con una protesta de personas afiliadas al socialismo. Durante el encuentro, se produjo un enfrentamiento en el que hubo una cantidad de muertos y heridos, aunque no se ha estimado el número exacto de víctimas.

### Asalto al tren militar de La Barca
El 19 de abril de 1927, un grupo de cristeros liderados por José Reyes Vega llevó a cabo un asalto al tren militar en La Barca. Durante este enfrentamiento, los cristeros no dejaron sobrevivientes, ya que se ordenó la quema del tren, lo que resultó en la muerte de muchos de los soldados carbonizados. La participación específica de Gómez Loza en este evento no está claramente documentada. Sin embargo, algunas fuentes sugieren que es probable que haya manifestado su desacuerdo con esta acción, basándose en sus intervenciones anteriores, como la que ocurrió en enero de 1927, cuando logró evitar un asalto cristero.

## Honores

### Cristeros
La muerte de Miguel Gómez Loza se convirtió en un símbolo para elevar la moral de los combatientes cristeros. En su honor, dos regimientos dirigidos por José Reyes Vega adoptaron su nombre. Estos regimientos se destacaron por su participación en la Batalla de Tepatitlán.

### Beatificación
Fue beatificado junto con otros once mártires mexicanos el 20 de noviembre de 2005, durante el papado de Benedicto XVI, en el Estadio Jalisco de Guadalajara, en una ceremonia presidida por el cardenal José Saraiva Martins, prefecto de la Congregación para las Causas de los Santos.